# Lukas Erler
Lukas Erler (* 1953 in Bielefeld) ist ein deutscher Schriftsteller, der sich hauptsächlich umwelt- und gesellschaftspolitischen Themen widmet. Sein Debütroman Ölspur erschien 2010 beim Schweizer Verlag Kein & Aber. Bislang hat er sieben Kriminalromane für Erwachsene und zwei Thriller für Jugendliche veröffentlicht.

## Leben
Erler wuchs in Bielefeld auf. Er studierte Soziologie, Philosophie und Sozialgeschichte in Marburg. Danach schloss er eine Ausbildung zum Logopäden ab und arbeitet seit Mitte der 1990er Jahre in dem Beruf. Er lebt mit seiner Frau und seinen beiden Söhnen in Bad Wildungen.
Etwa Mitte der 2000er Jahre begann Erler mit seiner schriftstellerischen Tätigkeit. Unter dem Eindruck der Ölkatastrophe beim Untergang der Prestige 2002 plante er zunächst, ein Sachbuch über Klassifikationsgesellschaften zu schreiben, entschied sich aber im Verlaufe der Recherchen, einen Kriminalroman rund um die Handelsschifffahrt zu schreiben. Sein Debütroman Ölspur erschien 2010 beim Schweizer Verlag Kein & Aber und war für den Friedrich-Glauser-Preis 2011 in der Kategorie „Bestes Debüt“ nominiert. Dabei handelt es sich um den ersten von drei Teilen um den Wissenschaftler Thomas Nyström, die weiteren Teile erschienen 2011 und 2013 ebenfalls bei Kein & Aber. Sein vierter Roman Brennendes Wasser erschien 2014 beim Arena Verlag. In diesem Buch thematisiert er die Gefahren des Fracking.

## Werke (Auswahl)

### Kriminalromane für Erwachsene
- Ölspur, Kein & Aber, 2010, ISBN 978-3-036-95611-4.
- Mörderische Fracht., Kein & Aber, 2011, ISBN 978-3-036-95591-9.
- Bilanz des Todes. Kein & Aber, 2013, ISBN 978-3-036-95601-5
- Auge um Auge. btb, 2016, ISBN 978-3442713998
- Der Blinde Samurai. btb, 2019, ISBN 978-3-442-71821-4.
- Das letzte Grab, Tropen Verlag, 2022, ISBN 978-3-608-50169-8
- Das falsche Opfer, Tropen Verlag, 2023, ISBN 978-3-608-50191-9

### Thriller für Jugendliche
- Brennendes Wasser. Arena, 2014, ISBN 978-3-401-06935-7.  Side Effect. Arena, 2019, ISBN 978-3401604565.

## Auszeichnungen
- 2015: Segeberger Feder für Brennendes Wasser[2]

## Belege
1. 1 2  Jürgen Priester: Lukas Erler, finden Sie Rache politisch korrekt? In: Krimi-Couch.de. Juni 2011, abgerufen am 10. Oktober 2015.
2. ↑  Segeberger Feder an Lukas Erler ‚Brennendes Wasser‘, Stadtbücherei Bad Segeberg, 2015.

| Personendaten    | Personendaten            |
| ---------------- | ------------------------ |
| NAME             | Erler, Lukas             |
| KURZBESCHREIBUNG | deutscher Schriftsteller |
| GEBURTSDATUM     | 1953                     |
| GEBURTSORT       | Bielefeld                |